# Fritsch (Adelsgeschlecht)

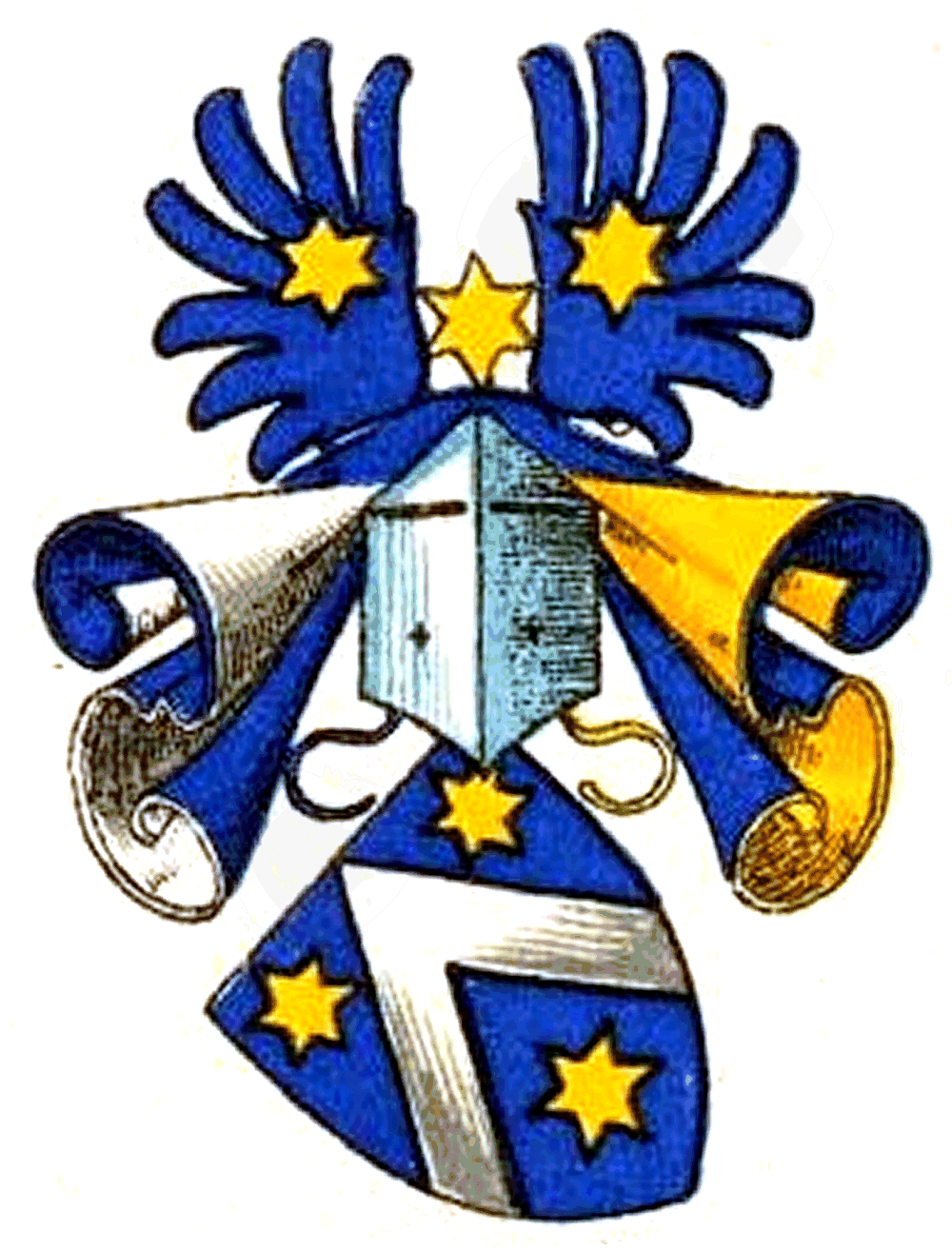
Wappen derer von Fritsch (1730)

Die Familie von Fritsch stammt aus Sachsen. 1730 wurde Thomas von Fritsch von Kaiser Karl VI. in den Adels- und 1742 in den Freiherrenstand erhoben, sein Sohn Carl Abraham 1790 in den Grafenstand.

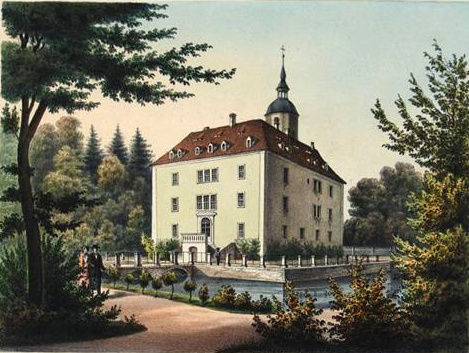
Schloss Seerhausen bis zum Umbau 1874

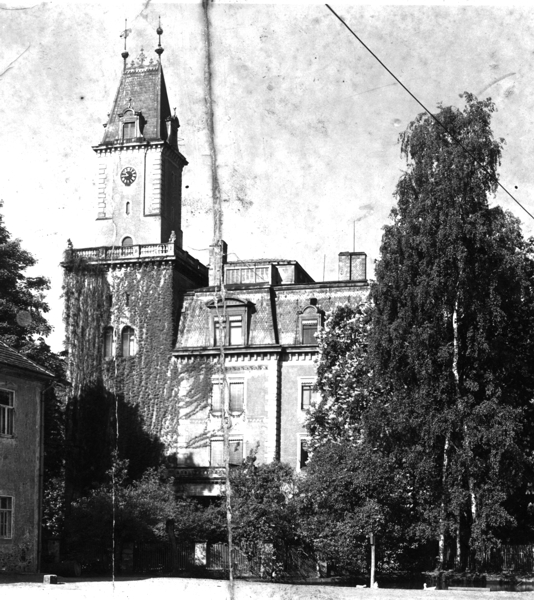
Schloss Seerhausen nach dem Umbau von 1874

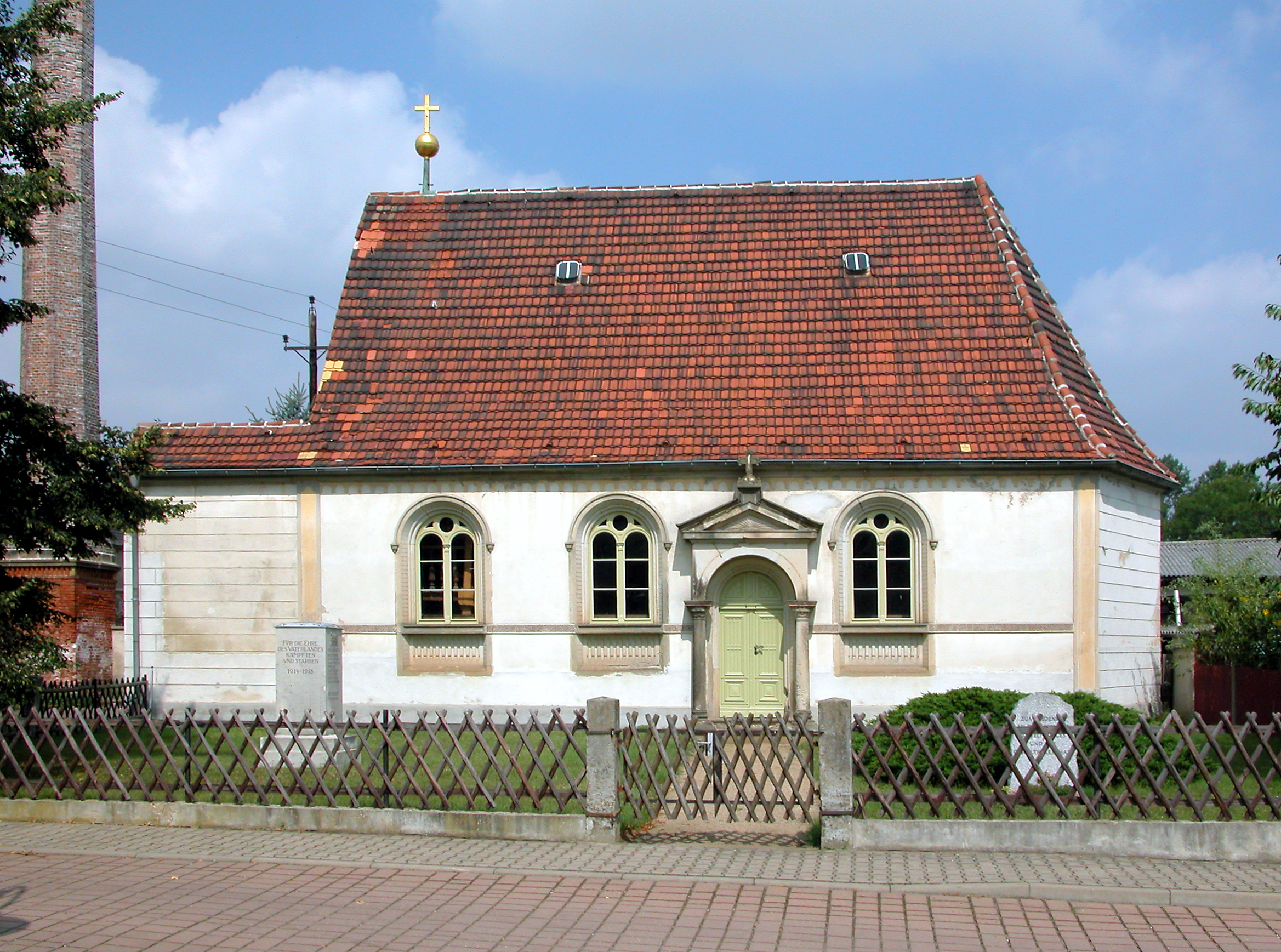
Schlosskapelle Seerhausen

## Geschichte
Die sichere Stammreihe des Geschlechts beginnt mit Nicl Fritzsch (um 1440–1501), Einwohner in Obergräfenhain, Sachsen. Dessen Nachfahre Thomas Fritsch (1666–1726) war in Leipzig, einer der bedeutendsten Buchhändler und Verleger seiner Zeit. Dessen 1730 geadelter Sohn Thomas von Fritsch (1700–1775) stand sowohl in kaiserlichen wie kursächsischen Staatsdiensten. Als Minister und Vertreter Sachsens handelte er 1763 den Hubertusburger Frieden mit aus, der den Siebenjährigen Krieg beendete. Er war der geistige Kopf des „Kursächsischen Rétablissements“, das seinem Land nach den Vernichtungen des Krieges Wiederaufbau und wirtschaftliche Blüte bescherte.
1729 erwarb Thomas von Fritsch das Rittergut Seerhausen bei Riesa, das 1949 auf Geheiß der sowjetischen Militäradministration gesprengt wurde. Aus seiner Ehe mit Johanna Sophie Winckler von Dölitz gingen sieben Kinder hervor. Sein Sohn Jakob Friedrich Freiherr von Fritsch (1731–1814) war Minister in Weimar zur Zeit der Herzogin Anna Amalia, dessen Bruder Carl Abraham Graf von Fritsch (1734–1812) kursächsischer Kanzler. Jakob Friedrichs Sohn Karl Wilhelm Freiherr von Fritsch (1769–1851) war in Weimar Minister gemeinsam mit Goethe. zu den Nachfahren zählen auch Karl Freiherr von Fritsch (1838–1906), Professor für Geologie und Präsident der Deutschen Akademie der Naturforscher Leopoldina und Werner Freiherr von Fritsch (1880–1939), von 1934 bis 1938 Oberbefehlshaber des Heeres.

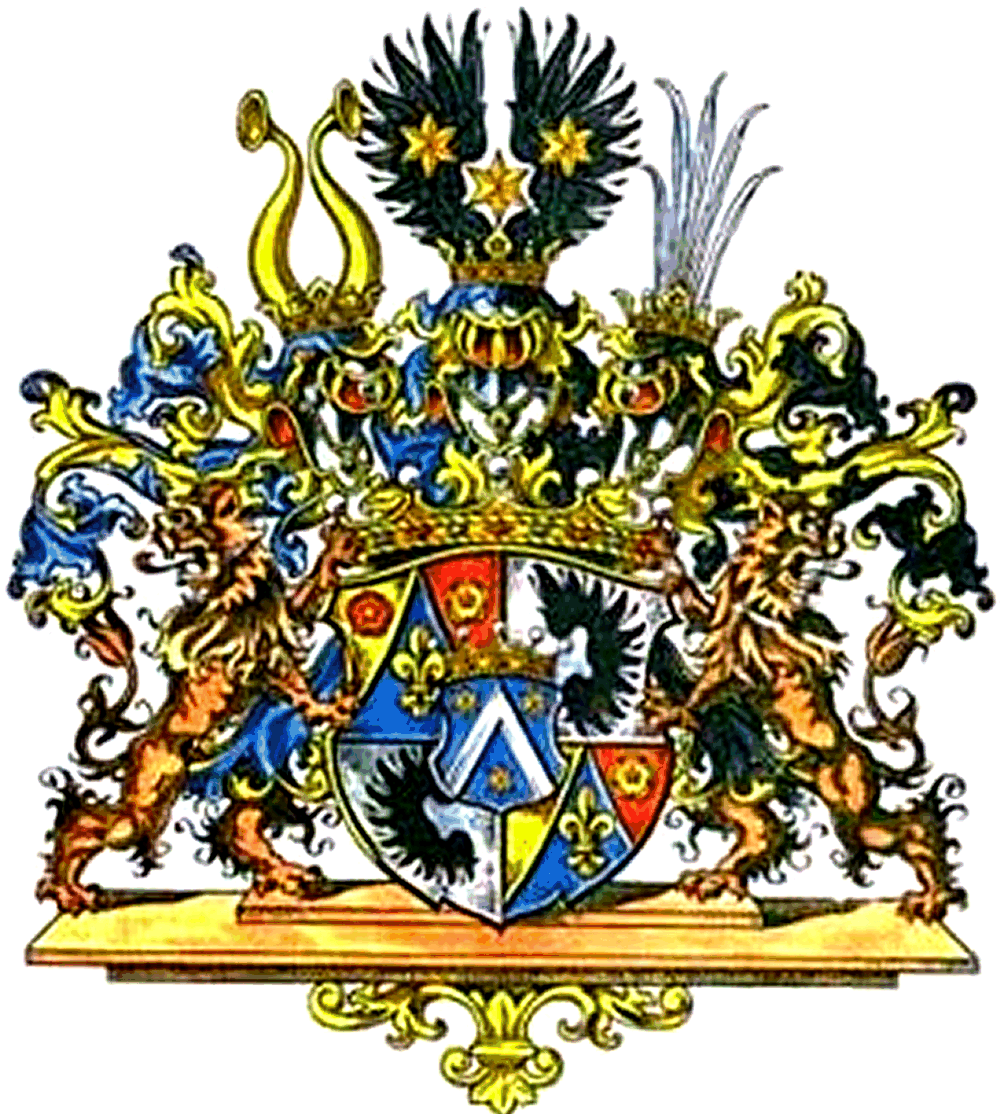
Wappen der Freiherren von Fritsch (1742)

## Wappen
Das Wappen von 1730 zeigt in Blau einen silbernen Sparren, begleitet von drei (2:1) goldenen Sternen. Auf dem Helm mit rechts blau-silbernen und links blau-goldenen Helmdecken ein goldener Stern zwischen einem offenen blauen, je mit einem goldenen Stern belegten Flug.

## Nachfahrenliste
Thomas von Fritsch (1700–1775)

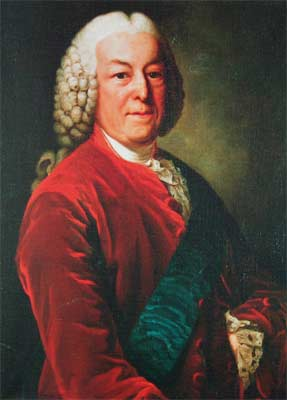
Anton Graff: Thomas von Fritsch (1772)

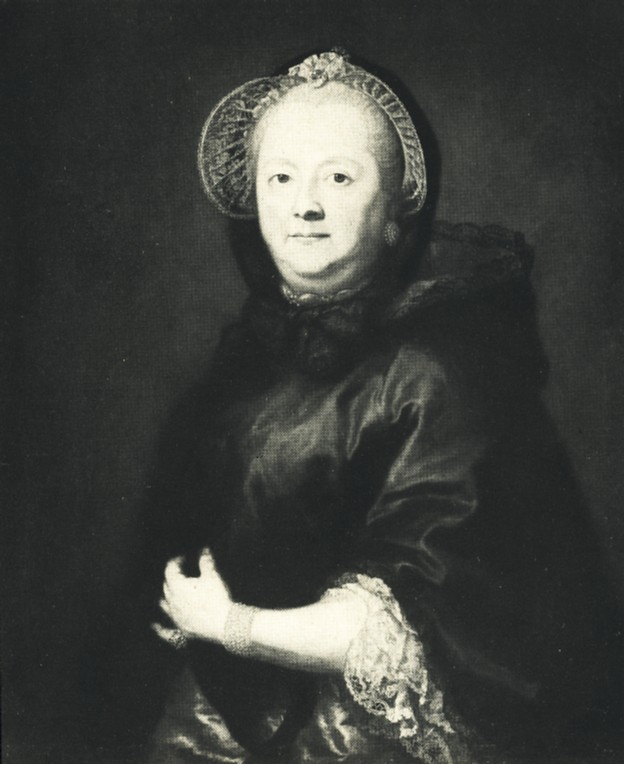
Anton Graff: Johanna Sophie von Fritsch (1770)

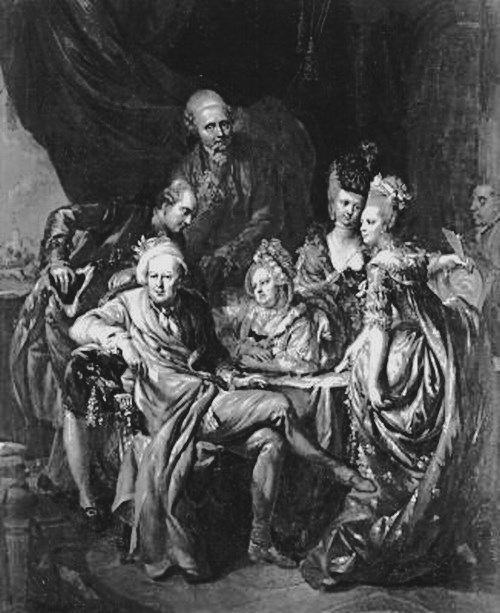
J. E. Zeissig: Thomas v. Fritsch (unten links), Ehefrau Sophia (Mitte), Schwiegertochter Charlotte (rechts), Sohn Carl Abraham (Mitte links), Tochter Margaretha – Witwe des Ferdinand Ludwig v. Saul (2. v. rechts), 1773

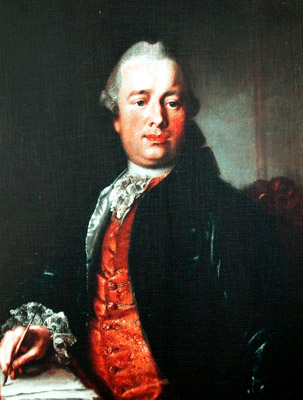
Jakob Friedrich von Fritsch (1731–1814)

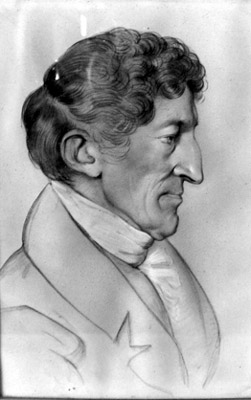
Karl Wilhelm von Fritsch (1769–1850)

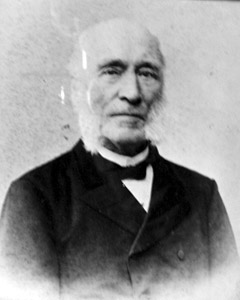
Karl Friedrich von Fritsch (1804–1892)

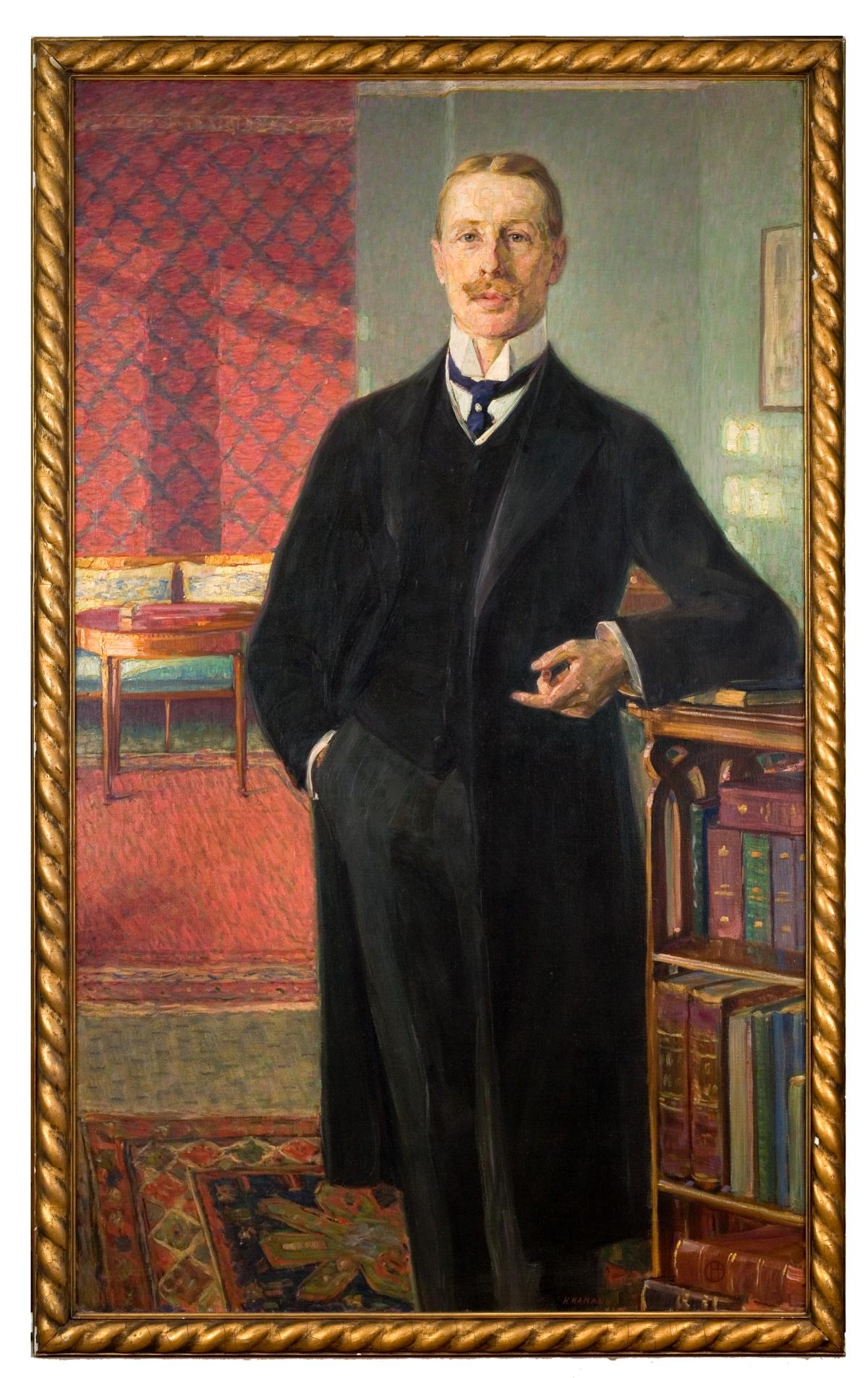
Hugo von Fritsch (1869–1945)

⚭ 1728 Johanna Sophie Winckler von Dölitz (1710–1777)
1. Johanna Charlotte von Fritsch (1729–1804) ⚭ Johann Daniel Karl von Lohse (1731–1779),[2] kursächsischer Kreishauptmann. Die Ehe blieb kinderlos. Sie war die Besitzerin des Rittergutes Großgestewitz.
2. Margaretha Henriette von Fritsch (* 9. März 1730 in Dresden; † 2. Juli 1792 ebenda) ⚭ 1748 Ferdinand Ludwig von Saul auf Scherau (1711–1766), kursächsischen Geheimer Rat und Polizeidirektor.[2][3] Aus ihrer Ehe gingen drei Töchter hervor.
  1. Erdmuthe Elisabeth Auguste von Saul (* 14. Februar 1757; † 21. Juli 1819) ⚭ 1782 Franz August von Blücher (* 5. Oktober 1747; † 15. Februar 1833), Sohn des Lorenz Friedrich von Blücher (1702–1757)[4]
    1. Henriette Karoline Auguste (* 31. März 1783; † 23. September 1847) ⚭ von Bosse († 24. Februar 1847 in Crossen), Oberstleutnant
    2. Maximiliane Wilhelmine Louise (* 17. Dezember 1785; † 21. Juli 1866 in Fritschendorf bei Crossen) ⚭ 18. November 1810 Baron A. von Rheinbaben auf Fritschendorf († 11. März 1859 in Fritschendorf bei Crossen), Landrat
    3. Charlotte Friderike (* 14. November 1788; † 30. Oktober 1864) ⚭ von Uechtritz († 24. Februar 1847 in Crossen), Generalleutnant
    4. Wilhelm August (* 22. August 1791 auf Schloss Buderose; † 15. Oktober 1831 zu Culmsee), preußischer Rittmeister
    5. Johanna Francisca Erdmuthe (* 25. November 1794 auf Schloss Buderose; † 1870) ⚭ 16. März 1825 Friedrich von Ohnesorge auf Bremenhain († 24. Februar 1847), Landschaftsdirektor
    6. Maximilian (* 12. März 1797; † 23. Mai 1858) ⚭ 1827 Emilie Auguste Gottliebe von Schmidt (* 11. Februar 1796), Besitzerin von Schloss Buderose 1877
      1. Anna (* 30. März 1828) ⚭ Wilhelm von Studnitz, Major
      2. Elisabeth (* 3. Juni 1830) ⚭ (1855) Karl Heinrich Ferdinand von Lochow auf Lübnitz
      3. Franz (* 23. März 1833), preußischer Major und Chef des 9. Dragoner-Regiments
      4. Ludwig (* 13. Mai 1836; † 21. Mai 1877)
3. Jakob Friedrich von Fritsch (1731–1814) ⚭ Johanna Sophie von Haeseler (* 29. September 1735; † 14. Oktober 1830)
  1. Friedrich August Freiherr von Fritsch auf Seerhausen (1768–1845), 1788, Hof- und Jagdjunker; 1792 Kammerassessor; 1794 Oberforstmeister; 1817 Geheimer Kammerrat; 1823 Kammerdirektor; 1828 Oberjägermeister; 1835 Wirkl. Geh. Rat in Weimar[5]
  2. Karl Wilhelm Freiherr von Fritsch (1769–1851) ⚭ 17. Mai 1803 Henriette Freiin Wolfskeel von Reichenberg (1776–1859)
    1. Carl Friedrich Christian Freiherr von Fritsch (* 7. Mai 1804 in Weimar; † 24. Oktober 1892 in Dresden) ⚭ 12. September 1831 Karoline Freiin von Ziegesar
      1. Ida Karoline Freiin von Fritsch (* 20. Juli 1833 in Weimar; † 14. Mai 1907 in Berlin) ⚭ Georg von Brocken (* 7. September 1828 in Bauerkuhl; † 1. Juni 1891 in Dobbin)
      2. Friedrich Otto Freiherr von Fritsch (* 28. September 1834 in Weimar; † 23. November 1909 in Rossiniere, Kt. Waadt)
      3. Anna Luise Freiin von Fritsch (* 16. Oktober 1835in Weimar; † 5. September 1916 in Lichtenwalde, Sachsen) ⚭ Karl von Beaulieu-Marconnay (* 5. September 1811 in Minden; † 8. April 1889 in Dresden)
      4. Karl Anton Emil Freiherr von Fritsch (* 17. September 1837 in Weimar; † 3. Juni 1927 in Dresden) ⚭ 19. Mai 1863 Auguste Grunelius (* 5. Februar 1842 in Frankfurt am Main; † 8. März 1910 in Berlin-Charlottenburg)
        1. Elisabeth Freiin von Fritsch (* 15. Juli 1864 in Seerhausen; † 15. April 1936 in Dresden) ⚭  August von der Wense (* 25. September 1854 in Verden; † 9. Juni 1930 in Bad Kissingen)
        2. Adelheid Freiin von Fritsch (* 13. August 1867 in Seerhausen; † 1. März 1952 in Elmischwang) ⚭ Erich von Mangoldt-Reibold (* 2. August 1856 in Dresden; † 12. März 1924 in Dresden)
        3. Hugo Freiherr von Fritsch (* 26. Juni 1869 in Seerhausen; † 24. November 1945 in Riesa) ⚭ Katharina Wagenführ gesch. Herwarth von Bittenfeld (* 4. August 1879 in Tangerhütte; †  30. September 1944 in Seerhausen). Er war der letzte Schlossherr auf Seerhausen.
        4. Karlo Freiherr von Fritsch (* 7. November 1870 in Frankfurt; † 30. November 1945 in Seerhausen) ⚭ (1) Ericka von Neuhauß (* 26. Oktober 1875 in Liegnitz; † 10. April 1916 in Dresden) ⚭ (2) Alexandrine von Suckow (* 6. Februar 1884 in Dresden; † 5. Mai 1945 in Seerhausen)
        5. Alexander Freiherr von Fritsch (* 25. Dezember 1875 in Dresden; † 20. Februar 1967 in Düsseldorf) ⚭ 22. Januar 1909 Evelyn Schubert[6] (* 28. Mai 1886 in Dresden; † 25. Oktober 1963 in Düsseldorf)

      5. Marie Luise Karoline Freiin von Fritsch (* 19. Februar 1842in Frankfurt; † 5. Oktober 1906 in Dresden) ⚭ Paul von der Ropp (* 29. September 1850 in Weimar; † 5. Februar 1879 in Maihof bei Mitau)

    2. Georg Freiherr von Fritsch auf Großgoddula (* 3. März 1807 in Weimar; † 26. September 1866 ebenda) ⚭ (1) Nanci von Rosenbach (* 22. Juni 1807 in Laus, Estland; † 25. November 1838 in Weimar) ⚭ (2) Sophie von Herda zu Brandenburg (* 4. November 1822 in Stuttgart; † 25. März 1903 in Weimar)
    3. Albert Freiherr von Fritsch auf Zschochau (* 25. Mai 1808 in Weimar; † 17. Juni 1882 in Ems) ⚭ (1) Edmonde von Trettau (* 1. Mai 1811 in Dresden; † 11. Januar 1835 in Dresden) ⚭ (2) Lucy Barton, verwitwete Leicester (* 24. Juli 1811 in Mount St. John; † 18. November 1895 in Dresden)
      1. Maximilian Freiherr von Fritsch (* 4. April 1844 in Dresden; † 10. Februar 1911 in Ostrau) ⚭ Henriette von Jordan (* 23. Mai 1847 in Weimar; † 26. Dezember 1928 in Bad Ems)
      2. Margarete Freiin von Fritsch (* 18. Dezember 1842 in Dresden; † 29. Juli 1911 in Dresden) ⚭ Hans Freiherr von Reitzenstein (* 22. Oktober 1830 in Werdau; † 19. August 1893 in Schönberg)

  3. Karoline Freiin von Fritsch (* 16. August 1770 in Weimar; † 1. Juli 1837 in Rödichen) ⚭ Adolph von Hopffgarten (* 13. Juli 1710 in Zeitz; † 20. Juni 1815 in Weimar). Karoline war Erzieherin der Weimarer Prinzessinnen Maria und Augusta, später Oberhofmeisterin.[7]
    1. Karl von Hopffgarten (* 14. Oktober 1789 in Goddula; † 11. Januar 1803)
    2. August von Hopffgarten (* 22. Februar 1791 in Goddula; † 20. Mai 1855 in Altenburg) ⚭ Henriette Gasteyer (* 25. August 1796 in Altenburg; † 29. November 1838 in Altenburg)
    3. Ludwig von Hopffgarten (* 22. Dezember 1793 in Goddula; † 26. Dezember 1873 in Neustrelitz) ⚭  Marianne von Tschirschky (* 18. August 1803 in Herrnhut; † 17. Juli 1858 in Weimar)

  4. Ludwig Gottlieb Heinrich Freiherr von Fritsch (* 2. April 1772 in Weimar;[8] † 28. Oktober 1808 in Gumbinnen), preußischer Major, Ritter d. Ordens pour le mérite 
  5. Louise Freiin von Fritsch (* 18. Dezember 1775 in Weimar; † 27. November 1843 in Beucha) ⚭ 18. Juli 1792 Heinrich Freiherr von Niebecker(* 12. August 1775 in Eisenach; † 8. Dezember 1835 in Beucha), Eisenacher Landkammerrat im Staatsdienst Sachsen-Weimar-Eisenachs. Aus ihrer Ehe gingen zwei Töchter und ein Sohn hervor.
    1. Henriette Freiin von Niebecker (* 23. Oktober 1794 in Beucha; † 2. Januar 1825 in Weimar) ⚭ Heinrich Freiherr von und zu Egloffstein (* 11. November 1790 in Egloffstein; † 5. November 1876 in Grimma)
      1. Alfred Freiherr von und zu Egloffstein (* 21. Dezember 1824 in Beucha; † 5. November 1913 in Beucha) ⚭ (1) Agnes von Watzdorf (* 14. Juni 1830 in Störmthal; † 15. August 1853 in Beucha) ⚭ (2) Adolfine von Wilucki (* 9. Februar 1831 in Cabel; † 21. Februar 1906 in Beucha)
4. Heinrich von Fritsch (* 17. April 1732 in Dresden; † 22. September 1813 in Zschochau), kursächsischer Major, unverheiratet.
5. Carl Abraham (Graf seit 1790) von Fritsch (* 2. Februar 1734 in Dresden; † 22. Mai 1812 in St. Petersburg) ⚭ 1768 Charlotte Freiin von Gartenberg-Sadogarska (Tochter des Peter Nikolaus von Gartenberg) (* 7. Oktober 1752; † 10. März 1828 in Dresden), kursächsischer Kanzler.[9]
  1. Carl Freiherr (Graf seit 1790) von Fritsch (* 24. Juni 1769 in Dresden; † 30. September 1820 in Dresden)
  2. Charlotte Freiin (Gräfin seit 1790) von Fritsch (* 15. Januar 1773 in Dresden; † 23. Dezember 1803 in Berlin) ⚭ (1) Chr. Christoph Baron von Taube (* 14. Juni 1745 in Mitau; † 14. Oktober 1808 in Darmstadt) ⚭ (2) Georg von Hugo (* 15. September 1771 in Hannover; † 25. November 1814 in Frankfurt a. M.)
  3. August Freiherr (Graf seit 1790) von Fritsch (* 1. Juli 1774 in Dresden; † 24. Februar 1821 in Dresden) ⚭ Konstanze von Kiesewetter (* 23. Juli 1794 in Waldau; † 2. Dezember 1867 in Dresden). Aus der Ehe gingen zwei Söhne und eine Tochter hervor.
  4. Constanze Freiin (seit 1790 Gräfin) von Fritsch (* 30. November 1781 in Dresden; † 30. Juni 1858 in Pressburg), seit 1806 Hofdame, seit 1828 Oberhofmeisterin der Maria Pawlowna, Großherzogin von Sachsen-Weimar-Eisenach[7]
6. Wilhelm von Fritsch (* 13. Mai 1736 in Dresden; † 24. Juni 1817 in Dresden) ⚭ 18. Juni 1778 Amalie Freiin von Lyncker (* 22. Juli 1756 in Bergsulza; † 28. April 1811 in Graitzschen)[2]
7. Caroline von Fritsch (* 19. August 1737 in Dresden; † 6. September 1803 in Döhlen) ⚭ Alexander von Schönberg auf Lohse[2] (* 16. Dezember 1724 in Reinsberg; † 19. April 1801 in Döhlen), kursächsischer Kreiskommissar.

## Bekannte Familienmitglieder
- Albrecht Georg Friedrich von Fritsch, eigentlicher Name von René Halkett (1900–1983), deutsch-britischer Journalist
- Angelika von Fritsch (* 1953), deutsche Politikerin (FDP)
- Carl von Fritsch (1804–1892), deutscher Verwaltungsjurist, Diplomat und Politiker
- Constanze von Fritsch (1781–1858), sachsen-weimarische Hofdame und Oberhofmeisterin
- Friedrich August von Fritsch (1769–1845), Oberforstmeister
- Hugo von Fritsch (1869–1945), Großhzgl. sächs. Kammerherr, Oberhofmarschall
- Jakob Friedrich von Fritsch (1731–1814), deutscher Staatsmann
- Karl von Fritsch (Geologe) (1838–1906), deutscher Geologe und Paläontologe
- Karl Wilhelm von Fritsch (1769–1851), deutscher Beamter und Politiker
- Ludwig Gottlieb Heinrich Freiherr von Fritsch (1722–1808), Königlich preußischer Major, Ritter d. Ordens pour le mérite
- Rüdiger von Fritsch (* 1953), deutscher Diplomat
- Thomas von Fritsch (1700–1775), deutscher Staatsmann
- Werner von Fritsch (1880–1939), deutscher Generaloberst
- Wolfram von Fritsch (* 1961), deutscher Manager

## Häuser der Familie
- Schloss Seerhausen 1729–1945
- Zschochau 1746–1945
- Mautitz 1752–1839
- Wittumspalais, Weimar 1767–1774
- Schwarzburger Hof, Weimar 1774–1802
- Altengottern 1778–1784
- Groß-Gestewitz 1784–1792
- Giesenstein
- Zirke 1768–1792
- Goddula 1804–1920
- Schloss Unwürde 1877–1888